# Parroquia de Saint George (Granada)
Saint George es una de las parroquias en las que se divide Granada. La capital de Granada, Saint George's está en esta parroquia.
- Datos: Q576651
- Multimedia: Saint George Parish, Grenada / Q576651